# Пероги
Перо́ги (пол. pierogi) — традиционное блюдо польской кухни, полный аналог украинских вареников. Готовится из тонкого теста с различными солеными или сладкими начинками из мяса, рыбы, овощей или ягод. Среди распространённых начинок: картофель, мясной фарш и сыр. Пероги чаще всего варят в кипящей воде, реже запекают в печи или жарят на сковороде. Подаются пероги со сметаной, маслом, жареным луком или сразу со всем вышеперечисленным.
Те или иные аналоги перогов популярны в большинстве стран Центральной и Восточной Европы, а также в еврейской ашкеназской и современной американской кухнях.

## Этимология

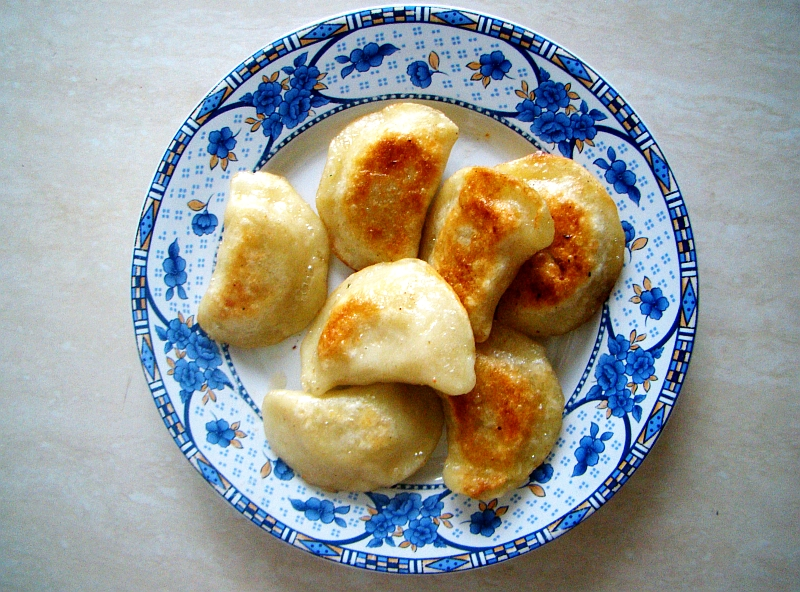
Традиционные пероги, подаваемые в рождественский сочельник

Польское название pierogi (форма множественного числа от pieróg) — общий славянский термин для мучных блюд с начинкой, происходящий от древневосточнославянского пиръ, восходящего, в свою очередь, к праславянскому pirъ («пир»). Блюда из теста с начинкой широко распространены по всей Евразии. Слово «перо́ги» и их когнаты в западнославянских и восточнославянских языках, включая русский «пирог» и «пирожки», указывает на общее славянское происхождение названия, предшествующее современным национальным государствам и их стандартизированным языкам.

## Происхождение
Некоторые легенды говорят, что пероги пришли из Китая через Италию с экспедицией Марко Поло. Другие утверждают, что они были привезены в Польшу святым Гиацинтом из Киевской Руси. Ещё одна легенда гласит, что пероги были привезены на Запад монголами во время западного похода XIII в.
В Польше пероги впервые отмечены в источниках, начиная с XIII века. Рецепт перогов с телячьими почками приведён в первой польской кулинарной книге «Compendium ferculorum, albo Zebranie potraw» (1682).
Пероги в Польше традиционно готовили дома — поскольку их лепка представляет собой трудоёмкий процесс, их обычно готовили лишь по особым случаям. Этим в старой Польше обычно занимались женщины: женская часть семьи — матери, дочери, сёстры — собирались на кухне, резали лук, лепили пероги и болтали, так что приготовление перогов само по себе превращалось в отдельный праздничный ритуал.

## Другие названия и разновидности
«Русские пероги» (пол. pierogi ruskie), «пероги галицийские» (пол. pierogi galicyjskie) — один из самых популярных в Польше вариантов перогов. Начиняются творогом или картофелем с луком. Это название происходит от названия региона Рутения (оно же Русь) на юго-востоке Речи Посполитой (см. Русское воеводство).
Традиционное польское рожденственское блюдо — «ушки» (пол. uszka), мелкие пероги с грибной начинкой, которые подают в борще. «Ленивые пероги» (пол. pierogi leniwe) отличаются упрощённой и ускоренной процедурой приготовления — в них творожная или картофельная начинка просто смешивается с тестом, без заворачивания и лепки.
Вареники — название перо́гов, распространенное на Украине, в России, Белоруссии и других бывших республиках СССР. Происходит от праславянского вар — «кипящая жидкость», что указывает на кипячение в качестве основного способа приготовления этого вида перогов.
Bryndzové pirohy — словацкий вариант перогов с брынзой.
Colțunași — румынский вариант перогов. Название происходит от греческого καλτσούνι kaltsúni, в свою очередь, происходящего от итальянского слова кальцоне.